# Camponotus jeanneli
Camponotus jeanneli é uma espécie de inseto do gênero Camponotus, pertencente à família Formicidae.